# Пам'ятник футбольному м'ячу (Харків)
Пам'ятник футбольному м'ячу в Харкові — пам'ятник у вигляді бронзового м'яча на постаменті у центрі міста Харкова.

## Загальні дані та опис
Пам'ятник футбольному м'ячу розташований за адресою:
Сумська вулиця, Алея спортивної слави в Саду імені Тараса Шевченка.
Художня ідея проекту та дизайнерське рішення — головний художник Харкова Світлана Дуденко. Архітектурно-планувальне рішення виконано Володимиром Тішевським, скульптурна форма футбольного м'яча виконана Олегом Шевчуком, технічний керівник проекту — Олександр Попов, ініціатор та керівник проекту Володимир Бабаєв.
Пам'ятник являє собою постамент із чорного граніту з крилами для освітлення і з бронзовим футбольним м'ячем діаметром 1,5 м. Маса монумента — понад 2 тонни.

## Історія спорудження

### Передісторія
На місці майбутнього пам'ятника, за спогадами старожилів, починаючи від 1950-х років розташовувалася так звана «брехалівка», де на газетних стендах можна було почитати «Советский спорт», поділитися новинами, обговорити останні матчі. Перед московською олімпіадою 1980 року міська влада спорудила тут архітектурну композицію з емблемою ігор, що фактично означало визнання традиції, що склалася.
Починаючи від 1991 року у зв'язку з занепадом спорту і погіршенням результатів харківської футбольної команди «Металіст» «брехалівка» прийшла в запущений стан. Та на початку 2000-х років міська влада взялася за її реконструкцію.

### Спорудження
З метою популяризації своєї команди в очах харків'ян керівництво клубу «Металіст» ухвалило рішення виділити кошти на відновлення майданчика. Спонсором реконструкції виступила тютюнова фабрика АТ «Філіп Морріс Україна». Майданчик було упорядковано, на ньому з'явилося освітлення, нові стенди, матеріали яких розповідають про спортивне життя Харкова, а також для майданчика був замовлений бронзовий монумент, що зображує м'яч.

### Відкриття
Пам'ятник був відкритий 24 серпня 2001 року в період святкування чергової дати дня міста (23 серпня) та 10-ї річниці Дня Незалежності. У церемонії його відкриття взяв участь український футболіст Олег Блохін, який першим розписався на «м'ячі», керівники міста і області, спортсмени.

### Після відкриття
Напередодні приїзду виконавчого директора УЄФА Девіда Тейлора 2 лютого 2009 року з приводу інспектування підготовки Харкова до проведення матчів Євро-2012, гранітна частина пам'ятника була пошкоджена вандалами і розтягнута. Міській владі довелося поквапитись із відновленням пам'ятника. Роботи були завершені за кілька годин до візиту європейського футбольного чиновника до пам'ятника.
Після символічного розпису Блохіна на м'ячі багато відвідувачів пам'ятника вважають за необхідне також залишити на ньому свій автограф. Пам'ятник багаторазово замальовували повністю, а потім заново відмивали, і знову замальовували.